# Dragacz
Dragacz è un comune rurale polacco del distretto di Świecie, nel voivodato della Cuiavia-Pomerania.
Ricopre una superficie di 111,14 km² e nel 2005 contava 6 990 abitanti.